# Olesicampe longipes
Olesicampe longipes là một loài tò vò trong họ Ichneumonidae.